# 요한 (이름)
요한은 남자 이름으로, ‘자비로우신 주님(야훼)’이라는 뜻의 성서 속 이름 יהוחנן(예호하난)과 그 줄인 이름 יוחנן(요하난)에서 왔다.
이 이름은 여러 언어를 거치면서 다음과 같이 바뀌어 왔다.
- 성서 히브리어 יהוחנן(예호하난)
  - 성서 히브리어 יוחנן(요하난)
    - 아랍어 يحيى (야흐야, Yaḥyā), يوحنا (유한나, Yuḥanna)
      - 튀르키예어 Yahya(야흐야)

    - 흠정역 구약성서 영어 Johanan(조해넌)
    - 70인역 그리스어 Ιωαννης(이오안네스), Ιωαννα (이오안나, 여성)
      - 현대 그리스어 Γιαννης(야니스), Γιαννη(야니), Γιαννος(야노스), Γιαννακης(야나키스, 애칭), Γιαννα(야나, 여성), Γιαννουλα(야눌라, 여성 애칭)
        - 불가리아어 Яни(야니), Янко(얀코), Яна(야나, 여성), Яница(야니차, 여성)

      - 라틴어: Ioannes/Joannes(요안네스), Ioanna/Joanna(요안나, 여성)
        - 게르만어: Johannes(요하네스), Johann(요한), Joann(요안), Johanna(요하나, 여성), Joanna(요안나, 여성)
          - 게르만어: Hans(한스)
            - 노르웨이어/덴마크어/독일어/스웨덴어: Hans(한스)

          - 네덜란드어/덴마크어/스웨덴어/핀란드어: Jan(얀), Jonny(요니)
          - 독일어: Jan(얀), Johann(요한), Johannes(요하네스), Johanna(요하나, 여성)
          - 슬로바키아어/헝가리어: Ján(얀)
            - 헝가리어: János(야노시)

          - 슬로베니아어: Janez(야네즈)
          - 스페인어: Juan(후안)
          - 영어: John(존)
            - 아일랜드어: Sean(숀)
              - 영어: Shawn(숀)

          - 체코어/폴란드어: Jan(얀)
          - 카탈루냐어: Joan(조안)
          - 포르투갈어: João(주앙)
          - 프랑스어: Jean(장), Jeanne(잔, 여성)
            - 영어: Jane(제인, 여성), Janet(재닛, 여성 애칭), Joan(존, 여성), Joanne(조앤, 여성)

        - 이탈리아어: Giovanni(조반니), Gianni(잔니), Gian(잔), Giovanna(조반나, 여성)
        - 일본어: ヨハネ(요하네)
        - 한국어: 요한, 요환

      - Old Slavonic: Ιωан(이오안)
        - 러시아어/불가리아어: Иван(이반)
          - 영어/이탈리아어/에스파냐어/포르투갈어: Ivan(이반), Iván(이반), Ivana(이바나, 여성)
          - 영어: Evan(에번), Evans(에번스)
          - 루마니아어: Ioan (이오안)